# Prabda Yoon
Prabda Yoon (Bangkok, 1973) escritor, editor y guionista tailandés hijo del editor y periodista Suthichai Yoon.
Se licenció en la Cooper Union School of Art de Nueva York en 1997. Trabajó en Manhattan como diseñador gráfico antes de volver a Tailandia para realizar el servicio militar.
Trabajó después como columnista cinematográfico para la revista Nation Weekend y escribió en 1999 el guion de la serie The Silk Knot, basada en la misteriosa desaparición del magnate de la seda Jim Thompson.
Ha publicado cuentos, ensayos y una novela. Entre sus guiones cabe destacar Last Life in the Universe, de 2003 e Invisible Waves del director Pen-Ek Ratanaruang.
En 2002, ganó el SEA Write Award por sus cuentos. Le encargó escribir el libro 2004 tsunami el ministerio de cultural del estado tailandés.